# Молаццана
Молаццана (італ. Molazzana) — муніципалітет в Італії, у регіоні Тоскана,  провінція Лукка.
Молаццана розташована на відстані близько 300 км на північний захід від Рима, 75 км на північний захід від Флоренції, 26 км на північ від Лукки.
Населення — 1079 осіб (2014).
Щорічний фестиваль відбувається 24 серпня. Покровитель — святий Варфоломій.

## Демографія
Населення за роками:

Станом на 1 січня 2023 року в муніципалітеті офіційно проживало 47 іноземців з 16 країн, серед них 23 громадяни країн Євросоюзу.

## Сусідні муніципалітети
- Барга
- Кареджне
- Кастельнуово-ді-Гарфаньяна
- Галлікано
- Стаццема
- Верджемолі